# Serguéi Karasiov
Serguéi Vasílievich Karasiov (en ruso: Сергей Васильевич Карасёв; San Petersburgo, 26 de octubre de 1993) es un jugador de baloncesto ruso que actualmente pertenece a la plantilla del BC Zenit San Petersburgo de la VTB United League. Con 2,03 metros de estatura, su puesto natural en la cancha es el de alero. Es el hijo del también profesional Vasili Karasiov. En los medios en inglés se le conoce como Sergey Karasev.

## Carrera profesional
Con el club Triumph Lyubertsy de la VTB United League, Karasiov promedió 16,1 puntos por partido en la temporada 2012-13 de la segunda competición europea, la Eurocup. El 3 de abril de 2013, Karasiov decidió declarar su elegibilidad para el Draft de la NBA de 2013.
Karasiov fue seleccionado en la decimonovena (19º) posición del Draft de la NBA de 2013 por los Cleveland Cavaliers. El 20 de agosto de 2013, firmó con los Cavaliers. Durante su temporada de "rookie", tuvo varias asignaciones con la Canton Charge de la NBA Development League.
El 10 de julio de 2014, fue traspasado a los Brooklyn Nets en un traspaso de tres equipos involucrando a los Cleveland Cavaliers y los Boston Celtics.
En junio de 2021, regresa al BC Zenit San Petersburgo de la VTB United League.

## Estadísticas

### Temporada regular
| Año     | Equipo    | PJ | PT | MPP  | %TC  | %3P  | %TL  | RPP | APP | ROB | TPP | PPP |
| ------- | --------- | -- | -- | ---- | ---- | ---- | ---- | --- | --- | --- | --- | --- |
| 2013-14 | Cleveland | 22 | 1  | 7.1  | .343 | .211 | .900 | .7  | .3  | .1  | .0  | 1.7 |
| 2014-15 | Brooklyn  | 33 | 16 | 16.8 | .403 | .296 | .763 | 2.0 | 1.4 | .7  | .0  | 4.6 |
| 2015-16 | Brooklyn  | 40 | 5  | 10.0 | .405 | .297 | .929 | 1.5 | .9  | .2  | .1  | 2.4 |
| Total   |           | 95 | 22 | 11.7 | .395 | .282 | .842 | 1.5 | .9  | .3  | .0  | 3.0 |